# Semiconductor Manufacturing International Corporation
Semiconductor Manufacturing International Corporation (amb acrònim anglès SMIC) és una empresa xinesa de foneria de semiconductors de joc pur que cotitza en borsa, parcialment estatal. És el fabricant de xips per contracte més gran de la Xina continental i el cinquè més gran del món, amb una quota de mercat del 5,3% el 2021.
SMIC té la seu a Xangai i està constituïda a les Illes Caiman. Té instal·lacions de fabricació de les oblies a tota la Xina continental, oficines als Estats Units, Itàlia, Japó i Taiwan, i una oficina de representació a Hong Kong. Proporciona serveis de fabricació de circuits integrats (IC) a partir de tecnologies de procés de 350 nm a 7 nm. Els principals accionistes són l'estat així com el Fons Nacional d'Inversió de la indústria de circuits integrats de la Xina.
Ingressos trimestrals d'oblies per node de procés:
| Node         | 3T 2021 | 3T 2020 | 3T 2019 | 3T 2018 |
| ------------ | ------- | ------- | ------- | ------- |
| FinFET/28 nm | 18,2%   | 14,6%   | 4,3%    | 7,1%    |
| 40/45 nm     | 13,9%   | 17,2%   | 18,5%   | 18,7%   |
| 55/65 nm     | 28,5%   | 25,8%   | 29,3%   | 21,0%   |
| 90 nm        | 3,1%    | 3,4%    | 1,3%    | 1,4%    |
| 0,11/0,13 μm | 5,4%    | 4,4%    | 6,6%    | 8,7%    |
| 0,15/0,18 μm | 27,9%   | 31,2%   | 35,8%   | 39,5%   |
| 0,25/0,35 μm | 3,0%    | 3,4%    | 4,2%    | 3,6%    |